# میلتون گراهام
میلتون گراهام (انگلیسی: Milton Graham؛ زادهٔ ۲ نوامبر ۱۹۶۲) بازیکن فوتبال اهل بریتانیا است.
از باشگاه‌هایی که در آن بازی کرده‌است می‌توان به باشگاه فوتبال پیتربورو یونایتد و باشگاه فوتبال ای‌اف‌سی بورنموث اشاره کرد.